# Chrysanthrax melasoma
Chrysanthrax melasoma är en tvåvingeart som först beskrevs av Wulp 1882.  Chrysanthrax melasoma ingår i släktet Chrysanthrax och familjen svävflugor. Inga underarter finns listade i Catalogue of Life.